# Бычье сердце (томат)
Томат «Бычье сердце» (англ. Bulls Heart или Giant Ox Heart, итал. Cuore di bue, фр. Cœur de bœuf, нем. Ochsenherztomate) — крупный мясистый сорт  помидоров итальянского происхождения. Все плоды обычно имеют неправильную форму, содержат меньший объём жидкости по сравнению с другими сортами и обладают сладковатым вкусом.
У сорта томата «Бычьего сердца» есть большое количество одноимённых гибридных аналогов F1. Они очень схожи по характеристикам с оригинальным сортом, но различаются по цвету — они могут быть малиновыми, розовыми, желтыми, оранжевыми и чёрными. 

## Описание плодов
Томаты «бычье сердце» могут различаться по цвету и форме.
Большинство помидоров имеют довольно правильную сердцевидную форму. Масса отдельных помидоров (при правильно проведённой агротехнике) может достигать 600—800 г, были зафиксированы случаи, когда вес одного помидора приближался к 1 кг. Цвет помидоров — насыщенный красный. Кожура тонкая, легко отделяется от мякоти. Внутренность плода мясистая, плотная, маловодная, с повышенным содержание сухих веществ. Прожилки практически отсутствуют.

## Биологические особенности сорта
«Бычье сердце» относится к среднеспелым сортам. Первые плоды созревают через 120—130 дней с момента появления всходов. Средняя урожайность с одного куста составляет 3,5—5 кг помидоров при выращивании в открытом грунте и 8—12 кг — в тепличных условиях.
Растение мощное, раскидистое, малооблиственное. Кусты высокорослые, не штамбовые, детерминантного типа. Останавливают свой рост после формирования 5-6 кистей с плодами. Длина стеблей достигает 1,5—1,8 м. Первая завязь образуется над 8 или 9 листом, последующие кисти с плодами формируются через 1—2 листа. На каждой кисти созревает до 5 плодов. У данного сорта есть особенность — это наличие на одном растении плодов разной формы и размера. Наиболее крупные помидоры (массой 300—500 г) созревают в нижней части куста. Верхние плоды значительно меньше и весят не более 100—150 грамм.